# Prince of Persia (videojoc)
Prince of Persia és un videojoc d'aventures, de l'empresa estatunidenca "Broderbund Software", del gènere de les plataformes.

## Desenvolupament
Originalment llançat per a Apple II el 1989, en 1990 va ser portat a Amiga, Atari ST i IBM PC. En 1992 va arribar a les consoles Sega Master System, Mega CD, NES, i Game Boy. Apple Macintosh i SNES van gaudir d'una edició millorada. En 1993 es va llançar l'edició para Sega Genesis (Megadrive) seguida de l'edició per a Game Boy Color en 1999. En els anys 2000 van aparèixer edicions per a telèfon mòbil. En la versió millorada per a Super Nintendo i Macintosh es va incrementar el nombre de nivells de 12 a 20, i el temps límit per a rescatar a la princesa era de 2 hores. A més, el joc va millorar visualment i els nivells gaudien de música.

## Trama i sistema de joc
La major inspiració que es veu en el joc és la història de Les mil i una nits. El sultà es troba lluny del seu regne dirigint una guerra; és el moment oportú perquè el malvat visir Cervan intente prendre el poder. Per a assolir-lo, reté la princesa. Aquesta té una hora per a decidir si es casa amb el, o mor. El protagonista és un aventurer, el veritable amor de la princesa. Té una hora per a escapar de la presó i alliberar a la princesa. El joc té una perspectiva en dues dimensions i l'acció es desenvolupa des d'una vista lateral. No existeix desplaçament de pantalla (scrolling). El protagonista ha d'evitar els paranys de cada pantalla per a passar a la següent i no és possible salvar la partida, però existeixen punts de control. Quan el personatge mor, simplement retorna a un punt preestablert. No obstant això, el temps que s'hagi consumit en l'intent fallit no es recupera. El joc acaba si transcorre una hora de temps real de joc sense que s'hagi alliberat la princesa. El protagonista comença sense armes i amb uns pocs punts de vida. Al llarg del joc podrà equipar-se amb una espasa i obtenir millores de vida. Entre els paranys que ha de superar hi ha fulles, punxes i precipicis. A més ha d'enfrontar-se a diferents tipus d'enemics, inclòs el mateix Cervan.
El personatge es desplaça per diversos escenaris o nivells saltant, corrent i esquivant paranys. També ha d'enfrontar-se a diferents enemics que s'interposen en el seu camí mitjançant cops de la seva espasa. El personatge mostrava uns moviments absolutament fluids, lluny dels tradicionals "sprites" que animaven un personatge mitjançant unes poques postures predefinides que se succeïen a major o menor velocitat. Els controls també resultaven excepcionals.
El personatge podia córrer, saltar, caminar de puntetes, despenjar-se per cornises, etc. Les animacions foren altament realistes pels estàndards de l'època gràcies al fet que el dissenyador, Jordan Mechner, filmà repetidament el seu germà petit vestit amb la mateixa roba que el personatge fent tots els moviments per tal de plasmar-los al joc de manera realista. Aquest concepte d'animació fluida i realista va començar a ser imitada en altres jocs, com Another World, donant origen a un nou estàndard en la indústria del videojoc. Avui dia, les tècniques d'animació han evolucionat gràcies sobretot a la tecnologia de captura de moviments. Sovint es considera que ningú s'hauria preocupat d'això de no ser pel nou llistó interposat per Prince of Persia.

## Rebuda
Malgrat una recepció crítica positiva, Prince of Persia inicialment va ser un fracàs comercial a l'Amèrica del Nord, on només havia venut 7.000 unitats a l'Apple II i l'IBM PC el juliol de 1990. Va ser quan el joc es va llançar al Japó i Europa aquest any que es va convertir en un èxit comercial. El juliol del 1990, la versió NEC PC-9801 va vendre 10.000 unitats tan bon punt va ser llançada al Japó. A continuació, es va portar a diversos ordinadors domèstics i diferents videoconsoles, eventualment va vendre 2 milions d'unitats a tot el món quan la seva seqüela Prince of Persia 2: The Shadow and the Flame (1993) estava en producció, and more than 2 million copies by 1999.
Charles Ardai de Computer Gaming World va afirmar que l'afirmació del paquet del joc que "trenca nous terrenys amb l'animació tan inusitadament humana que ha de ser vista per creure" era certa. Va escriure que Prince of Persia "aconsegueix ser més que un joc de saltar (és a dir, un joc semblant a Nintendo)" perquè "captura la "sensació" d'aquests grans antigues pel·lícules d'aventures", citant El lladre de Bagdad, Frankenstein, i Dracula. Ardai va concloure que era "un gran assoliment" en jocs equiparables a Star Wars in film.
El 1991, el joc va ser classificat com el dotzè millor joc d'Amiga de tots els temps per Amiga Power. In 1992, The New York Times vaig descriure la versió de Macintosh com "gràfics brillants i un so excel·lent ... segur, podeu fer-ho tot fa anys en un Commodore 64 o Atari 400. Però aquests jocs mai no van semblar ni sonar així". Amb la revisió de la versió de Genesis, GamePro va felicitar l'animació "extremadament fluida" del personatge del jugador i va comentar que els controls són difícils de dominar, però que són molt efectius. Si ho comparem amb la versió Super NES, van resumir que "la versió de Genesis té millors gràfics i la SNES té una millor música. Si no, els dos són gairebé idèntics en tots els sentits. ..." Electronic Gaming Monthly (EGM) així mateix, va avaluar la versió de Genesis com "una excel·lent conversió del clàssic joc d'acció", i va afegir que l'estratègia i la tècnica difícils del joc li donen molta longevitat. Un grup de quatre revisors de EGM cadascú li va donar una qualificació de 8 sobre 10, sumant una puntuació global de 32 sobre 40.
El 1991, PC Format va declarar que Prince of Persia és un dels 50 millors jocs d'ordinador, destacant la seva "increïblement bona animació". Al 1996, Computer Gaming World va declarar que Prince of Persia com el 84è millor joc de la història, amb els editors nomenant-lo "un joc de plataformes acrobàtic amb una acció sorprenentment fluida".